# Parlamento di Provenza
Il Parlamento di Provenza o Parlamento d'Aix (francese: Parlement de Provence) è stato un parlamento francese dell'Ancien Régime istituito ad Aix-en-Provence nel 1501, in seguito all'unione perpetua della contea di Provenza al Regno di Francia nel 1487.

## Storia
Con l'editto reale di Lione, fatto il 10 luglio 1501, ripreso dalle lettere patenti di Grenoble del 26 giugno 1502, il re Luigi XII, istituì un parlamento della Provenza nella città di Aix, che sostituiva l'eminente consiglio. Il Parlamento, creato da questo editto, era composto da un presidente e undici consiglieri, quattro dei quali erano ecclesiastici e sette laici.
La corte disponeva di un avvocato generale e fiscale, due procuratori generali sotto il suo comando, un avvocato e un procuratore per i poveri. Questa istituzione era inoltre dotata di quattro segretari e impiegati e tre ufficiali giudiziari; ma non erano considerati parte del parlamento.
Costituito così da 24 persone (ne raggrupperà 98 all'inizio del XVIII secolo, senza contare la cancelleria e il personale subordinato degli innesti), a causa della peste nella capitale, il parlamento si installò a Brignoles, l'8 luglio 1502, a cura del tenente del senescale, Simon de Rye, che ricevette il giuramento.
Il parlamento fu una corte di giustizia ripresa sul modello di quella di Parigi, creata da Luigi IX per giudicare in appello in nome del re. Un tribunale sovrano, il Parlamento alla fine si pronunciava su tutti i casi approvati dai tribunali siniscalchi dai tribunali feudali sotto la sua giurisdizione. Nel 1545 fu il presidente del parlamento di Aix, Oppède, sostenuto dal cardinale Tournon, a organizzare il massacro dei valdesi del Luberon. Molto spesso, gli stati si incontravano per votare l'imposta delle tasse. 
Nel 1590, Enrico IV creò un parlamento rivale a quello di Aix, che non lo riconobbe come re, a Pertuis, dove si recarono i parlamentari che gli erano leali.
A differenza della maggior parte degli altri parlamenti, la sua giurisdizione rimase stabile e collegata a un insieme coerente, poiché sposò le idee del governo militare di Aix e la generalità con lo stesso nome. Nel 1771, durante l'interludio della "riforma Maupeou", viene sostituito l'intendente Charles John Baptist de La Tour che sostenne le posizioni del parlamento di Aix. 
Il Parlamento di Aix era atipico in quanto era l'unico Parlamento in cui, dal 1650, le funzioni di Primo Presidente del Parlamento e amministratore della generalità di Provenza erano affidate alla stessa persona. Come tutti i parlamenti dell'Ancien Régime, il parlamento di Aix fu sciolto durante la Rivoluzione nel 1790.

## Nomine dei membri
I nomi dei primi membri del parlamento compaiono nel preambolo dell'editto di creazione. Il primo presidente fu Michele Riccio (alias Michel de Ris) e prese in prestito dall'eminente Consiglio tre consiglieri: Emery d'André (alias Andrea), Custode dei sigilli e primo consigliere, che divenne primo consigliere del Parlamento, Bertrand Durand e Pierre Mathieu (alias Mathei), maestro delle richieste e consigliere, diventò consigliere laico. L'avvocato generale, Antoine Murri, mantenne le sue funzioni di procuratore fiscale, i due avvocati generali Jacques Delange e Aimé Curet, procuratori generali e Nicolas Clapier, avvocato dei poveri. Sette di loro erano già membri dell'eminente consiglio.
L'esecuzione dell'editto non fu immediata e, nel frattempo, furono fatti dei cambi di nomine: Michele Riccio era diventato indispensabile a Napoli e Antoine Mutti (alias Murri) era morto. Il re per non lasciare vacante la presidenza, ancora una volta fece appello a un delfinato, e nominò Antoine Mulet, che in precedenza era consigliere nel parlamento di Grenoble. Al servizio di Antoine Mutti, Nicolas de Saint-Martin, che apparteneva a una ricca famiglia arlesiana, fu ricevuto il giorno dell'installazione del parlamento. Infine, il re pronunciò una permutazione tra Emery d'André, precedentemente nominato primo consigliere, e Louis de Forbin, signore di Luc, gran presidente della Camera dei conti fino al 1502, data dello scambio di cariche.

## Lista delle cariche

### Cronologia dei primi presidenti
| N° | Data      | Nom                           | Ritratto | N° | Data                | Nome                                         | Ritratto |
| -- | --------- | ----------------------------- | -------- | -- | ------------------- | -------------------------------------------- | -------- |
| 1  | 1501-1502 | Michel Riccio (Michel de Ris) |          | 13 | 1616-1621           | Marc-Antoine d'Escalis                       |          |
| 2  | 1502-1507 | Antoine Mulet                 |          | 14 | 1621-1632           | Vincent-Anne de Forbin-Maynier               |          |
| 3  | 1507-1509 | Accurse Maynier               |          | 15 | 1632-1636           | Hélie Lainé                                  |          |
| 4  | 1509-1530 | Gervais de Beaumont           |          | 16 | 1636                | Guillaume de Fieubet                         |          |
| 5  | 1530-1531 | Thomas Cuisinier              |          | 17 | 1636-1642           | Joseph de Bernet                             |          |
| 6  | 1531-1541 | Barthélemy de Chasseneuz      |          | 18 | 1644-1655           | Jean de Mesgrigni                            |          |
| 7  | 1541-1544 | Guillaume Garçonnet           |          | 19 | 1655-1671           | Henri de Forbin-Maynier                      |          |
| 8  | 1544-1557 | Jean Maynier                  |          | 20 | 1674-1690           | Arnoul Marin                                 |          |
| 9  | 1557-1564 | Jean-Augustin de Foresta      |          | 21 | 1690-1710           | Pierre-Cardin Lebret                         |          |
| 10 | 1564-1590 | Bernard Prévot                |          | 22 | 1710-1735           | Cardin Lebret                                |          |
| 11 | 1590-1599 | Artus de Prunières            |          | 23 | 1735-1748           | Jean-Baptiste des Gallois de La Tour         |          |
| 12 | 1599-1616 | Guillaume du Vair             |          | 24 | 1748-1771 1775-1790 | Charles Jean-Baptiste des Gallois de La Tour |          |

### Président à mortier
Nel 1542 viene creata una seconda carica di presidente, chiamata "mortier" (che prende il nome dal loro cappello di velluto, rifinito con pelliccia). Il primo ad essere nominato per questo ufficio è Jean Maynier d'Oppède. Il presidente Garçonnet, in carica dal 18 giugno 1541, diventa quindi il primo presidente.
- Jean Maynier d'Oppède (1542)
- François de La Fonds (alias Lafont) (1543)
- Rémy Ambroix (1553)
- Jean-Augustin de Foresta (1554)
- Louis Puget de Fuveau (1554)
- François de Pérussis de Lauris (1558)
- Gaspard Garde de Vins (1559)
- Louis de Coriolis (1568)
- Boniface de Pellicot (1573)
- Claude de Pérussis (1575)
- Robert de Montcalm (1575)
- François d'Estienne de Saint-Jean (1585)
- Louis Chaine (alias Chène) (1585)
- Raimond de Piolenc (1587)
- Marc-Antoine Escalis (1595)
- Laurent Coriolis de Corbières (1600)
- Joseph Aimar de Montlaur (1604)
- Honoré Aimar de Montsallier (alias Aymar) (1610)
- Jean-Baptiste Chaine (1613)
- Vincent-Anne de Forbin-Mainier d'Oppède (1615)
- Jean-Louis Monier de Châteaudeuil (1616)
- Gabriel Estienne de Saint-Jean (1621)
- Antoine Séguiran de Bouc (1622)
- Jean-Baptiste Forbin de La Roque-d'Anthéron (1624)
- Jean-Augustin de Foresta de La Roquette (1632)
- Louis de Paule (1632)
- Charles de Grimaldi-Régusse (alias Grimaldy de Régusse) (1643)
- Honoré de Coriolis (1625)
- Henri de Forbin-Maynier d'Oppède (1645)
- Lazare du Chaine de La Roquette (1644)
- Melchior de Forbin de La Roque (1645)
- Louis de Cormis de Bregançon (1650)
- Pierre de Coriolis de Villeneuve d'Espinouse (1651)
- Henri d'Escalis de Sabran de Bras (1655)
- Auguste Thomas de La Garde (1662)
- Jean de Simiane de La Cepède de La Coste (1662)
- Jean-Baptiste de Forbin-Maynier d'Oppède (1673)
- Gaspard Grimaldy de Régusse (1674)
- Claude Milan de Cornillon (1674)
- Joseph-Anne de Valbelle de Tourves (1686)
- Jean-Baptiste-Joseph de Coriolis de Villeneuve d'Espinouse (1690)
- Silvy Raousset de Boulbon (1694)
- Antoine Albert du Chaine de Saint-Martin d'Alignosc (1694)
- Pierre-Joseph de Laurens de Saint-Martin de Pallières (1694)
- François Boyer de Bandol (1699)
- Jean-Baptiste Thomassin de Saint-Paul (1702)
- Jean-Baptiste de Maliverny (1702)
- Honoré-Henri de Piolenc (1702)
- Jean-Estienne de Thomassin de Saint-Paul (1705)
- Pierre-Joseph de Laurent de Saint-Martin de Pallières (1709)
- Pierre de Coriolis d'Espinouse (1712)
- Cosme de Valbelle (1718)
- Zacharie de Raousset de Boulbon (1718)
- Charles de Grimaldi-Régusse (alias Grimaldy de Régusse) (1720)
- Charles-Louis-Sextius de Grimaldi-Régusse (alias Grimaldy de Régusse) (1724)
- Joseph-Claude de Maliverny (1731)
- Jean-Louis-Gabriel de Thomassin de Saint-Paul (1731)
- Jean-Baptiste Bruny d'Entrecasteaux (1733)
- François-Charles-Xavier de Coriolis de Villeneuve d'Espinouse (1736)
- André-Elzéard d'Arbaud de Jouques (1740)
- Gaspard de Gueidan (1740)
- Louis de Thomassin de Peynier (1742)
- Jules-François-Paul Fauris de Saint-Vincens (1746)
- Alexandre Jean-Baptiste de Boyer (1747)
- Jean-Luc de Thomassin de Peynier (1748)
- Joseph-Étienne de Thomassin de Saint-Paul (1756)
- Bruno-Paul-Théodore Bruny d'Entrecasteaux (alias Pierre-Paul-Théodore) (1756)
- Pierre de Laurens de Peyrolles (1766)
- Michel-Antoine d'Albert de Saint-Hippolyte (1767)
- André-Elzéard Arbaud de Jouques (1768)
- Jean-Louis-Martin Arlatan de Montaud (1776)
- François-Marie-Jean-Baptiste de Cabre (1776)
- Jean-Baptiste Jérome Bruny de La Tour d'Aigues (1777)
- Alexandre de Fauris de Saint-Vincens (1782)
- Jean-Baptiste-Joseph-Guillaume-Bruno Bruny d'Entrecasteaux (1782)
- Michel-Gabriel-Albert d'Albert de Saint-Hippolyte (1782)

### Consiglieri d'onore
- Pierre Filholi
- Antoine Filholi
- Agostino Grimaldi (alias Grimaldy)
- Antoine Lascaris de Tende
- Claude d'Haussonville
- Jean de Lauzon
- Antoine Seguier
- Paul Hurault de L'Hôpital
- François Caret de Vautorte
- Claude Bazin
- Michel Begon
- Jean-Louis Habert
- Pierre Arnoul
- Benigne-Jérôme Trousset
- Charles-Marin Hutson (alias Jean-Baptiste)

## Consiglieri
- Louis de Forbin de Solliès (alias du Luc de Soliers) (1502)
- Guillaume Puget (1502)
- Jean de Cuers (1502)
- Raimond de Ricard (1502)
- Pierre e Brandis d'Auribeau (1502)
- Bertrand Durand de Fuveau (1502)
- Melchior Séguiran de Vauvenargues (1502)
- Pierre Mathieu du Revest (alias Mathei) (1502)
- Simon Tributiis de Sainte-Marguerite (1502)
- Michel Audibert (1502)
- Gaspard Duperier (1502)
- Marcelin Guiramand de La Penne (1505)
- Jean Tournatoris de Canillac (1508)
- Bertrand Rostagni (1509)
- Esprit Parisiis (1509)
- Antoine d'Albis (1510)
- Toussaint de Coriolis (1512)[1]
- Claude-Gaspard Jarente de Sénas(1512)
- François Guérin (alias Guarini) (1516)
- Alexandre-Amédée Imbert (1517)
- Nicolas de Cève (alias Seva) (1520)
- Geoffroy Salla de Montjustin (1521)
- Jean Maynier d'Oppède (1522)
- Arnaud Albe de Rocquemartine (alias Aube) (1523)
- Charles Glandevès de Saint-Martin de Pallières (1523)
- Georges Durand de Peynier (1524)
- Louis de Garnier (alias Garnerii) (1524)
- Louis de Martin de Puyloubier (1528)
- Joachim de Sade de Mazan (1530)
- Fouquet Fabri de Rians (1532)
- François Sommati du Castelar (1533)
- Honoré Tributiis de Sainte-Marguerite (1533)
- Antoine Rolland de Reauville (1533)
- Nicolas Emenjaud de Riez (1535)
- Jean Donneault (1535)
- François Rascas de Bagarris (1536)
- Bertrand Badet (1539)
- Remy Ambrois (1539)
- Gaspard Arcussia d'Esparron (1542)

Nel 1543, dieci nuove cariche di consigliere furono create, di cui due affidate al clero. Il parlamento si divise in due camere: la Grand Chambre e la chambre criminelle, detta «chambre Tournelle».
- Gaspard Garde de Vins (1543)
- Antoine Gaufridy de La Galinière (1543)
- Jean de Beaumont (1543)
- Jean-Augustin de Foresta (1543)
- Accurse Léon (1543)
- François Pérussis de Lauris (1543)
- François Genas d'Eguilles (1543)
- Claude Panisse de Montfaucon (1543)
- Pierre Bompar de Magnan (1543)
- Barthélemy Thomas de Millaud (1544)
- Antoine de Saint-Marc (1544)
- Louis Puget de Fuveau (1544)
- Nicolas Fabry de Rians (1545)
- Honoré Sommaty du Castelar (1552)
- Guillaume du Chaine (alias Chène) (1552)
- Pierre de Montbel (1552)
- André Dardillon de Montmirail (alias Ardillon) (1553)
- Jean Salomon (1553)

Nel 1554 viene eretta una terza camera, detta «des enquêtes», ma verrà soppressa nel 1560.
- Raphaël Sacco (1554)
- Esprit Vitalis de Pourcieux (1554)
- Henry Veteris de Puimichel (1554)
- Pierre Ferrier de Sainte-Croix (1554)
- Honoré Laugier de Collobrières (1554)
- Louis d'Antelmi (1554)
- Charles Châteauneuf de Mollégès (1554)
- Hugues Dedons (1554)
- Jean Giraud de Broves (alias Giraudi) (1554)
- Louis de Coriolis (1554)
- Guillaume d'Aymar (alias Aimar) (1554)
- Claude e Michaelis (1554)
- Bertrand Romans (1555)
- Claude Durand de Peynier (1556)
- Martin Mouton (1556)
- André Pena (1556)
- Jean Ferrier (1559)
- Joseph Griffon de Saint-Césaire (1560)
- Jean Arcussia de Gardanne (1560)
- Antoine d'Ollivary (alias Olivary) (1567)
- Claude de Simiane (1567)
- Pierre Léone (1568)
- Pierre de Séguiran (1568)
- Antoine de Suffren (1568)
- Antoine Ciron (1568)
- Étienne Puget de Fuveau (1569)
- Pierre Rainaud (1569)
- Nicolas Flotte de Roquevaire (1569)
- Boniface Bermond de Penafort (1569)
- Raynaud de Tressemanes (1570)
- Bertrand de Désidéry (alias Desidery) (1570)
- Jean-André Thomassin d'Anac (1569)
- Jean Rascas de Bagarris (1570)
- Vincent de Boyer d'Éguilles (1571)
- François Guérin (1571)
- Rainaud Fulconis (1571)
- Jean Agar (1571)
- Pierre de Vento (1571)
- Claude Arnaud de Riez (1571)
- Christophe Blancard (1572)
- Jean Rainaud (1572)
- Melchior Rochas d'Aiglun (1572)
- François d'Estienne de Saint-Jean (1572)
- Claude Fabry de Rians (1572)
- Antoine Emenjaud de Barras (1573)
- Melchior Tributiis de Sainte-Marguerite (1572)
- Boniface de Pellicot (1573)
- Ollivier Tulles de La Brillanne (1574)
- Rainaud d'Espagnet (1575)
- Raimond d'Espagnet (1575)
- François de Saint-Marc (1575)
- Paul Chailan de Mouriès (1575)
- Balthasard de Giraud (1576)
- Revillasc Rouillas (1577)
- Esprit de Crose Peironnety de Lincel (alias Esprit-Perronety Croze) (1577)
- Pierre Puget de Tourtour (1577)
- Louis du Chaine (1578)
- Christophe de Foresta de Trets (1578)
- Jean Lacépède d'Aigalades (1578)
- Guillaume Cadenet de Tournefort (1578)
- Hercule de Bompar (alias Bompard) (1578)
- Antoine Calvi de Reillanne (1581)
- Pierre Dedons (1581)
- Jean Villeneuve de Mons (1581)
- François de Foresta de Rougiers (1581)
- Melchion de Désidéry (1582)
- Marc-Antoine d'Escalis de Bras (1582)
- Jean-Baptiste de Tressemanes (1584)
- Jean-Pierre d'Ollivary (1585)
- Jean-Louis Leidet de Sigoyer (1586)
- Balthasard de Périer (1586)
- Arnoux Joanis de Châteauneuf (1586)
- Antoine de Séguiran (1586)
- Joseph de Mazargues, seigneur de Malijay (alias Masargues) (1587)
- Marc-Antoine d'Espagnet (1587)
- Jean-Augustin Thomassin d'Ainac (1587)
- Honoré de Saint-Marc (1587)
- Antoine Ailhaud (alias Aillaud) (1588)
- Gaspard de Séguirand d'Auribeau (1578)
- Antoine Thoron de Thoard (1588)
- Jean-André d'Aymay (alias Aimar) (1588)
- Alexandre Guérin de Castelet (1590)
- Estienne de Paul (1590)
- Philibert d'Estienne de Villemus (1595)
- Honoré Gautier d'Artigues (1593)
- Jean d'Antelmy (1596)
- Antoine Badet de Gardane (1598)
- Pierre e Blancard (1598)
- Menaud Monier de Mélan (1597)
- Gaspard Laidet de Fombeton (alias Leidet) (1599)
- Jean de Venel (1599)
- Christophe Maynier d'Oppède (alias Meinier) (1599)
- Julien de Perier de Clumens (1599)
- Gaspard Glandevès de Cuges (1599)
- Palamède de Suffren (1600)
- Jacques d'Albert (1600)
- Pierre de Trichaud de Saint-Martin (1602)
- Jean-Baptiste du Chaine (1602)
- Vincens-Anne de Forbin-Maynier d'Oppède (alias Forbin-Meinier) (1603)
- Honoré d'Agut (1603)
- Jean-Baptiste de Boyer d'Eguilles (1604)
- Jean-Augustin Flotte de Saint-Joseph (1604)
- Raimond Maynier de Lambert (1607)
- Claude-Nicolas Fabry de Peiresc (1607)
- Alexandre Thomassin d'Ainac (1607)
- Jean-Baptiste ovet de Marignane (1609)
- Gabriel d'Estienne de Saint-Jean(1606)
- Louis d'Arnaud (1611)
- Arnaud Bermond de Pennafort (1613)
- Nicolas du Chaine (1613)
- Louis e Paule (1614)
- Louis-Hugues Dedons de La Penne (1615)
- Alexandre Galiffet du Tholonet (1615)
- François de Saint-Marc (1615)
- Antoine Gautier de Minet (1615)
- André de Ballon (1616)
- Jacques Boniface de La Môle (1618)
- Louis Leidet de Fombeton (1619)
- Jean Leidet de Sigoyer (1620)
- Scipion de Foresta de Collongue (1597)
- Jean-Augustin de Foresta de La Roquette (1621)
- Jean-Baptiste de Forbin de La Roque d'Anthéron (1621)
- Melchion de Masargues, signore de Malijay (1622)
- Pierre Laurens de Saint-Martin de Pallières (1622)
- Jean de Joannis de Châteauneuf (1623)
- Gaspard de Villeneuve de Mons (1623)
- Jean-Antoine de Thoron (1623)
- Sébastien d'Albertas de Gémenos (1624)
- Henri de Blancard (1624)
- Lazarin de Suffren (1624)
- Raymond d'Espagnet (1624)
- Charles Guérin du Castelet (1625)
- Jean Roux de Gaubert (1625)
- Léon de Valbelle de Meyrargues (1625)
- Louis d'Antelmy (1626)
- Henri Badet de Gardanne (1626)
- Jean de Guiran de La Brillanne (1627)
- Scipion Chailan de Mouriès (1627)
- François Trichaud de Saint-Martin (1629)
- Honoré Rascas du Cannet (1630)
- Joseph de Gaillard (1631)
- Pierre d'Ollivary (1631)
- Jean-Barthélemy d'Agut (1631)
- Claude Fabry de Rians (1632)
- Charles Lombard de Gourdon (1632)
- Charles de Grimaldi-Régusse (alias Grimaldy de Régusse) (1633)
- Gaspard de Venel (1633)
- Marc-Antoine d'Albert de Roquevaux (1633)
- François Thomassin de Saint-Paul (1633)
- Jean Arbaud de Rognac (1633)
- Jean-Baptiste Thomassin d'Ainac (1634)
- François de Perier de Flayosc (1678)
- Jean-François de Glandevès de Rousset (1637)
- Jean-François Aimar de Châteauneuf (1637)
- Jean-Pierre de Signier (1637)
- Jean-Baptiste de Valbelle de Tourves (1637)
- Henri de Forbin-Maynier d'Oppède (alias Forbin-Mainier) (1637)
- Louis de Saint-Marc (1638)
- Gaspard de Covet de Borne (alias Cauvet) (1639)
- Vincent de Boyer d’Éguilles (1639)
- Jacques d'André (1640)
- César Milan de Cornillon (1640)
- Pierre Raphélis de Roquesante (1641)
- Gaspard d'Honorat de Pourcieux (1643)
- François Clapiers du Puget (1644)
- Charles Tabaret de Volonne (1644)
- Charles Tressemanes de Chasteuil (1645)
- Armand de Monier (1645)
- Jean-Antoine de Bonfils (1648)
- Jacques Gallifet du Tholonet (1647)
- François Thomassin de La Garde (1648)
- César Gaillard de Lonjumeau (1649)
- Pierre Leidet de Sigoyer (1649)
- Pierre Dedons de Pierrefeu (1649)
- Pierre d'Agut (1650)
- Pierre Leidet de Calissanne (1650)
- Honoré d'Estienne du Bourguet (1650)
- Henri d'Escalis de Sabran (1650)
- Jean-Augustin de Michaélis (1650)
- Louis de Suffren (1650)
- Antoine Thoron d'Artignosc (1650)
- François d'Antoine de Saint-Pons (1650)
- François de Foresta (1650)
- André Maurel du Chaffaut (1651)
- Guillaume Autric Vintimille de Baumette (1651)
- Jean-François Mesgrigny de Vandeuvre (alias Mégrigny) (1653)
- Charles d'Antelmy (1653)
- Julien Gautier de Gardanne (1653)
- Henry Laurens de Saint-Martin (1654)
- François Maurel de Sainte-Catherine (1654)
- Dominique Benault de Lubières (1655)
- Lazarin d'Espagnet (1655)
- Henry Guillen de Monjustin (1655)
- Antoine Guiran de la Brillane (1655)
- Alphonse-Louis Arnaud de Rousset (1656)
- Jean Chaillan de Mouriès (1656)
- Jean-François de Coriolis de Limayes (1656)
- Jean-François Roux de Saint-Jeannet (1656)
- Honoré de Piolenc de Beauvoisin (1657)
- François-Rostaing de Cadenet d'Urre de Crapone (1658)
- Alexandre Guérin du Castelet (1659)
- Henry de Forbin-La Fare de Sainte-Croix (alias Forbin de Sainte-Croix) (1659)
- Alexandre Thomassin de Peynier (1659)
- François-Paul de Valbelle de Meyrargues (1659)
- Honoré de Trimond (1659)
- Jean-Baptiste-Jules de Ricard (1659)
- Jean de Simiane (1659)
- Jean-François de Gaufridy (1660)
- Joseph-François Raffelis de Tertulle (1660)
- Gaspard de Ballon de Saint-Julien (1660)
- Jean Roux de Gaubert (1662)
- Antoine Maurel de Volone (1662)
- Scipion Dupérier (alias du Périer) (1663)
- Guillaume L'Estang de Parade (alias de Lestang-Parade) (1663)
- François Boyer de Bandol (alias de Boyer-Bandol) (1665)
- Pierre-Antoine Jouffrey de Bardonêche (1668)
- Simon de Raousset (1668)
- Jean-Joseph d'Orcin de Miraval (1668)
- Vincens de Michaélis (1668)
- François d'Albert de Roquevaux (1669)
- François Leidet de Calissanne (1669)
- Honoré de Gras de Rousset (1669)
- Sextius d'Arlatan de Montaud (1669)
- Dominique de Guidy (1670)
- Joseph Thibaud de Tisaty (1672)
- Joseph de Tressemanes de Chasteuil (1674)
- Louis de Signier (1674)
- Pierre-Joseph de Laurens de Saint-Martin (1674)
- Joseph-François de Piolenc de Beauvoisin (1674)
- Joseph de Cabanes (1673)
- Jean-François de Maurel de Pontevès (1674)
- François de Villeneuve (1674)
- Louis Thomassin de Mazaugues (1674)
- Jean-Pierre de Gassendy (1675)
- Sauveur Michaélis de Martialis (1676)
- Joseph-Anne de Valbelle de Tourves  (1677)
- Jean-Baptiste Boyer d’Éguilles (1677)
- Scipion-Antoine de Foresta de Venel (1680)
- Henri de Guidi (1680)
- Jean-François de Gantès (1680)
- Joseph de Trets (1680)
- Joseph Galice de Bedejun (1681)
- Paul-Albert d'Antelmy (1681)
- Joseph-Jean-Baptiste Suffren de Saint-Tropez (1682)
- Joseph de Balon de Saint-Julien (1682)
- Gaspard Maurel de Valbonnette (1682)
- André Le Blanc de Mondespin (1681)
- Pierre d'Estienne du Bourguet (1682)
- Jean-François de Thoron (1683)
- Louis Thomassin de La Garde (1682)
- Elzéard d'Antoine (1682)
- Louis d'Estienne (1682)
- Henry Benault de Lubières (1683)
- Luc de Lenfant (alias Enfant ou L'Enfant) (1683)
- Joseph Périer de Flayosc (1685)
- François de Franc (1685)
- Louis Bouchet de Faucon (1685)
- Alexandre de Gallifet du Tholonet (1686)
- Charles Lombard de Gourdon (1686)
- Honoré Raphelis de Grambois (1686)
- Pierre Laurens de Peyroles (1686)
- Marc-Antoine d'Espagnet (1688)
- Joseph de Lenfant (alias Enfant ou L'Enfant) (1688)
- Joseph-François Thoron d'Artignosc (1689)
- Pierre Maurel de Valone (1688)
- Paul de Meyronet de Châteauneuf (1688)
- Jean d'Arlatan de Montaud (1689)
- Antoine de Gautier de Valabre (1689)
- Jean-Louis-François Thomassin de Peynier (1690)
- Henry de Cadenet de Lamanon (1690)
- Jean-Baptiste de Maliverny (1690)
- Jean-Hyacinthe Villeneuve d'Ansouis (1691)
- Pierre Revest de Montvert (1691)
- François de Boyer de Bandol (1693)
- Antoine de Trets (1693)
- Alexandre Roux de Gaubert (1693)
- Balthazard de Bezieux (1693)
- Joseph-Paul de Ricard de Brégançon (1693)
- Cardin Lebret (1694)
- Pierre Martigny de Saint-Jean (1694)
- Pierre de Creissel (1694)
- Joseph Arnaud de Nibles (1694)
- Henri Thomas de La Garde (1694)
- Jean-Benoît Roux de Bonneval (1694)
- Jean-Léon Léotard d'Antrages (1694)
- Antoine de Roux d'Arbaud (1695)
- Jean-Baptiste Thomassin de Saint-Paul (1696)
- François de Boniface de Leidet (1698)
- Joseph Maurel du Chaffaut (1698)
- Jacques-Joseph de L'Estang Parade (alias Lestang de Parade) (1698)
- François de Cadenet de Charleval (1698)
- Jean-Augustin de Trémond (1698)
- Mathias Milan de Forbin de Laroque (1699)
- Jean-Baptiste de Félix du Muy (1699)
- Joseph-François de Galice (1701)
- Jean-Baptiste Le Blanc de Luveaune (1701)
- André-Elzéar d'Arbaud de Jouques (1702)
- Jean-Baptiste-Henry de Forbin-Maynier d'Oppède (alias Forbin-Mainier) (1702)
- Guillaume de Raousset de Seillons (1702)
- Jean-François de Reboul-Lambert (alias Reboul de Lambert) (1702)
- André Barrigue de Montvalon (1702)
- Marc-Antoine d'Albert de Roquevaux (1703)
- Pierre-François de Ripert (1704)
- François Maurel de Mons (1701)
- Pierre de Ricard de Saint-Albin (1708)
- Louis de Bouchet d'Estoublon de Faucon (alias Bouchet de Faucon) (1709)
- Jules-François de Meyronnet de Saint-Marc (alias Meironet de Saint-Marc) (1709)
- Jean-Louid-Hyacinthe d'Esmivy de Moissac (alias Esmivi) (1709)
- Jean-Libéral de Laboulie des Aiglades (alias Jean-François) (1709)
- Pierre-Jean de Boyer d'Eguilles (d'Argens) (1709)
- Antoine-François d'Antoine de Roquefeuil (1710)
- César Mark de Tripoli de Panisse-Passis (alias Marc-Panisse de Lamanon) (1711)
- Emmanuel-François-Antoine de Brun de Boades (1711)
- Lazare Ravel des Crottes (1711)
- Pierre de Balon de Saint-Julien (1712)
- Étienne-Martin Maurel de Volone (1712)
- Esprit Le Blanc de Ventabren (alias Blanc) (1712)
- Jean-Joseph d'Orcin de Miraval (1713)
- Jean-François-David de Roux d'Arbaud (1713)
- Joseph-Pierre de Laidet (alias Leidet de Calissanne) (1713)
- Joseph-Ignace Boutassy de Châteaular (1713)
- François-Amiel Barrigue de Fontainieu (1714)
- Jean-André Le Blanc de Mondespin (1714)
- Joseph Lombard de Montauroux (1714)
- Joseph Geoffroy d'Entrechaux (1715)
- Augustin Cadenet de Charleval (1715)
- Pierre Souchon des Praux (1715)
- Louis-François de Gras de Rousset (1716)
- Julien-Simon Périer de Flayosc (1717)
- Pierre-Jean-Baptiste-Joseph de Donodei (alias Donadey) (1717)
- Sextius d'Arlatan de Montaud (1718)
- Charles de Lombard de Gourdon (1718)
- Joseph-Honoré 'Estienne (1718)
- Pierre-Joseph de Benault de Lubières (1718)
- François de Franc (1718)
- Joseph-Philippe de Meyronet de Châteauneuf (1718)
- Louis-Jacques Léotard d'Entrages (1718)
- Pierre d'Isoard de Chénerilles (1718)
- Alexandre-Joseph de Bézieux de Valmousse (1719)
- François-Toussaint Milan de Cornillon (1720)
- Joseph-Raimond de Franc de Maillane (1720)
- Jean-Baptiste Bruny d'Entrecasteaux (1723)
- Henri-Joseph de Thomassin de Mazaugues (1724)
- Louis de Thomassin de Peynier (1724)
- Balthazard de Cymon de Beauval (alias Simon ou Symon) (1724)
- Joseph-Edouard de Corriolis (1724)
- Jean-Baptiste-Augustin de Gautier de Valabre (alias Gautier La Molle de Saint-Pierre) (1727)
- Jules-François-Alphonse d'Arnaud de Nibles (1727)
- Jean-Baptiste Pignet du Guelton (1727)
- Jean-Joseph de Laugier de Beaurecueil (1727)
- Henri d'Espagnet (1728)
- Honoré Barrigue de Montvalon (1729) (doyen du Parlement à sa suppression en 1790)
- André-Bruno Deidier de Curiol (alias de Mirabeau) (1729)
- Louis-Bernard Constans de Beynes (1729)
- Louis-Théodore de Villeneuve d'Ansouis (1731)
- Louis Le Blanc l'Huveaune (alias Blanc de l'Uveaune) (1731)
- Joseph-Charles Mark de Tripoli de Panisse-Passis (alias Marc de Panisse de Passis) (1731)
- Jean-Antoine Gautier du Poët (1731)
- Pierre-Jean e Ravel d'Esclapon (1732)
- Joseph-François evest de Montvert (1734)
- Joseph-François de Cadenet de Charleval (1734)
- Simon-Alexandre-Jean de Gallifet du Tholonet (1734)
- Joseph de Balon de Saint-Julien (1735)
- Antoine Dupuy de La Moutte (1735)
- Charles-Jean-Baptiste des Gallois de La Tour (1735)
- Philippe de Meyronnet de Saint-Marc (alias Meyronet) (1737)
- Jules-François-Paul de Fauris de Saint-Vincent (1737)
- Bernard Barlatier de Saint-Julien (1737)
- Louis-Hercule de Ricard de Bregançon (1740)
- Jean-Joseph-Augustin d'Arbaud de Jouques (1740)
- Louis Le Blanc de Ventabren (1740)
- Louis-Mathieu Barlatier du Mas (1740)
- Pierre-Libéral de Laboulie (1740)
- Henri-Joseph-Gabriel de Trimond de Puymichel (1740)
- Marc-Antoine Barrigue de Montvalon (1742)
- Pierre-Symphorien de Pazery de Thoranne (alias de Thorame) (1743)
- Jean-André-François-Xavier Maurel de Mons de Villeneuve (1743)
- Jean-Baptiste de Bouchet de Faucon (1744)
- Jean-François-Louis d'Allard de Néoules (1744)
- Jean-Baptiste Jérome Bruny de La Tour d'Aigues (1744) (fut ensuite président en 1777)
- Jean-Louis-Honoré d'Esmivi de Moissac (1746)
- Jean-Luc Thomassin de Peynier (1746)
- Honoré-Jean-Joseph-Louis-François-Martin de Gras de Rousset de Prégentil (1746)
- Joseph-François-Ignace de Franc (1746)
- Marc de Guelton du Pignet (1746)
- Joseph-François de Brun de Boades (1746)
- Louis-François Benault de Lubières (1746)
- François-Paul d'Isoard de Chénerilles (1746)
- Jean-Baptiste de Rolland de Tertulle-Réauville (1746)
- Melchior-Boniface-Louis d'Alphéran de Bussan (1746)
- Jacques-Valentin-Bruno de Boutassy de Fuveau (1748)
- Louis-Théodore-Xavier de Cymon de Beauval (alias Symon ou Simon) (1748)
- Louis-Charles-Marie d'Arnaud de Rousset (1748)
- Joseph-Étienne Thomassin de Saint-Paul (1749)
- Pierre-Boniface de Fortis (1749)
- Pierre-Paul-Théodore de Bruny d'Entrecasteaux (1750)
- Joseph Martini de Saint-Jean (alias Martiny ou Martigny) (1752)
- Pierre-Marie de Souchon des Praux (1752)
- Jean-Joseph d'Orcin de Miraval (1756)
- Pierre-Hyacinthe-Lazare de Ravel des Crottes (1756)
- Louis-Laurent-Joseph d'Estienne (1755)
- Jean-Joseph-Dominique-Lazare-Claude Deydier de Curiol (alias Deidier) (1756)
- Paul-Joseph de Meyronet de Châteauneuf (1756)
- Louis-Elzéard de Villeneuve d'Ansouis (1758)
- Jean-Pierre de Méri de La Canorgue (alias Mery) (1757)
- Louis-Jean-Antoine Payan de Saint-Martin (1758)
- Jean-Louis-Martin d'Arlatan-Lauris (1759)
- Paul-Augustin d'Arnaud de Nibles (1759)
- André-Elzéard d'Arbaud de Jouques (1760)
- Pierre-Guillaume 'Estienne du Bourguet (1759)
- Honoré de Camelin (1759)
- Louis-Joseph de L'Isle de Roussillon (alias Lisle) (1759)
- Jean-Alexandre de Bézieux de Valmousse (1759)
- Jean-Baptiste-Benoit Le Blanc de L'Huveaune (alias Blanc de Luveaune) (1759)
- Pierre-Joseph-Libéral de Laboulie (1759)
- François de Cadenet de Charleval (1759)
- Jean-Pierre-Armand-Toussaint de Robineau de Beaulieu (1759)
- Jean-Polyeute du Queylar (alias Queilar) (1760)
- Louis-Dominique de Bouchet de Faucon (1765)
- Gaspard-Joseph-Simon-Charles de Raousset de Seillons (1765)
- Joachim-Guillaume Nicolay (1764)
- Jules-François-Bruno de Meyronnet de Saint-Marc (1765)
- Jean-Baptiste-Prosper-Claude-François Le Blanc de Castillon (1765)
- Boniface-Jean-Louis-Denis de Perier de Clumens (1765)
- Jean-Baptiste-François-Hippolyte de Martini de Saint-Jean (alias Martiny) (1767)
- Joseph-Philippe Bonnet de La Baume (1766)
- Honoré-Sauveur Fabry (1766)
- Daniel-Victor de Trimond (1767)
- Emmanuel-Honoré-Hippolyte de Boyer de Fonscolombe (1767)
- François-Auguste-Désiré d'Audibert de Ramatuelle (1767)
- François-Marie-Jean-Baptiste de Cabre (1768)
- Joseph-Victor Clapiers de Saint-Victor (1768)
- Joseph-François de Cadenet de Charleval (1769)
- Étienne-Jean-Baptiste-Louis des Gallois de La Tour (1770)
- Louis-Victor d'Esmivy de Moissac (1770)